# Reichsgau de Estiria
El reichsgau de Estiria (en alemán: Reichsgau Steiermark) era una división administrativa de la Alemania nazi que consiste en áreas en Estiria, Baja Estiria y partes del sur de Burgenland. Existió desde 1938 hasta 1945.

## Historia
El sistema nazi gau (gaue en plural) se estableció originalmente en una conferencia del partido el 22 de mayo de 1926, con el fin de mejorar la administración de la estructura del partido. A partir de 1933, después de la toma del poder por parte de los nazis, los gaue reemplazaron cada vez más a los estados alemanes como subdivisiones administrativas en Alemania. En 1938, la Alemania nazi se anexionó a Austria, siendo esta última subdividida en varios reichsgaue.
Al frente de cada gau se encontraba un gauleiter, una posición que se hizo cada vez más poderosa, especialmente después del estallido de la Segunda Guerra Mundial. Los gauleiter locales estuvieron a cargo de la propaganda y la vigilancia y, desde septiembre de 1944 en adelante, del Volkssturm y la defensa de los gau.
Siegfried Uiberreither mantuvo la posición de gauleiter en Steiermark a lo largo de la historia del reichsgau desde 1938 hasta 1945.